# Artikel (recht)
Met artikel als begrip in het recht wordt bedoeld een bepaling in een regelgevend document, bijvoorbeeld een wet, een regeling of een verdrag. Het artikel is bedoeld om een concrete regel te geven op het 'laagste' niveau van de regeling. Voor een bepaalde concrete situatie wordt middels het artikel een zo eenduidig mogelijke norm gegeven c.q. gesteld. Artikelen zijn meestal genummerd. Er kan bijvoorbeeld sprake zijn van artikel nummer zoveel van het Wetboek van Strafrecht.

## Systematiek

### Nederland
Een Nederlandse wet kent een redelijk vast patroon. Afhankelijk van de omvang is een wet onderverdeeld in boeken, hoofdstukken of titels, die soms weer onderverdeeld zijn in afdelingen of paragrafen, en uiteindelijk het artikel. Kleinere wetten bestaan soms alleen uit artikelen, soms slechts één artikel.
Gebruikelijk is om binnen de wet (bij grotere wetten, binnen een boek) de artikelen door te nummeren. Als hoofdstuk 1 eindigt met artikel 9 dan begint hoofdstuk 2 met artikel 10. Binnen het bestuursrecht wordt deze gewoonte niet gevolgd. Zo worden in de Algemene wet bestuursrecht de artikelen per hoofdstuk genummerd. Artikel 2.1 bijvoorbeeld, is het eerste artikel van het tweede hoofdstuk.
De nummering zorgt vooral bij grotere wetten vaak voor een probleem. Bij het voor de eerste keer vaststellen van de wet is er sprake van een doorlopende nummering, bijvoorbeeld van 1 tot bijvoorbeeld 500. Bij latere wetswijzigingen, vaak toevoegingen van nieuwe onderwerpen, wordt geprobeerd de nieuwe regel te plaatsen bij het artikel dat ermee samenhangt. Zo kan achter artikel 200 een nieuw artikel 200a worden ingevoegd. Soms loopt het aantal tussengevoegde artikelen sterk op, zodat dubbele letters nodig zijn. Een voorbeeld: het oude Burgerlijk Wetboek (BW) kende aanvankelijk slechts drie artikelen voor de regeling van de arbeidsovereenkomst. Tegen de tijd dat het arbeidsrecht werd overgebracht naar het nieuwe BW (NBW) waren dat er bijna 100. Dit werd opgelost door bijvoorbeeld tussen artikel 1638 en artikel 1639 artikelen in te voegen met de nummers 1638a, 1638b, .. , 1638z, 1638aa, 1638bb, .. , 1638nn. (De opeenvolging a, b, .. , z, aa, bb, .. werd ook, met iets minder letters, toegepast in katernsignatuur, en wordt ook, in hoofdletters, toegepast bij het nummeren van onderdelen van een wijzigingswet.)
Het artikel is bedoeld om een concrete regel te geven op het 'laagste' niveau van de wet. Voor een bepaalde concrete situatie wordt middels het artikel een zo eenduidig mogelijke norm gegeven c.q. gesteld. Soms kan dat met een vrij eenvoudige formulering, het artikel bestaat uit een redelijk lopende zin die een duidelijke norm geeft. Bijvoorbeeld artikel 6 van boek 1 van het BW: De geslachtsnaam wordt ten aanzien van eenieder dwingend bewezen door de akte van geboorte. Maar vaak volstaat één zin niet. Niet zelden bevatten wetten en regelingen zeer lange artikelen.
Een uitgebreider artikel wordt vaak onderverdeeld in genummerde leden. Een lid kan weer nader zijn onderverdeeld in onderdelen. Deze worden (soms na een algemeen stuk zonder nadere aanduiding) vaak aangeduid met een letter, bijvoorbeeld a tot en met e. Deze onderdelen worden subs genoemd. Zo'n onderdeel wordt soms letterlijk aangehaald als bijvoorbeeld 'lid 2, sub b'. Eventueel kunnen ook deze onderdelen weer onderverdeeld zijn subleden in 'sublid één', 'sublid twee' enzovoorts. Dat de artikelen hierboven toch het laagste niveau zijn genoemd, is omdat elke zinsnede van een wet (afgezien van de aanhef en de opschriften) in een artikel staat, terwijl niet alle artikelen leden of een andere onderverdeling hebben.